# Parafia Wniebowzięcia Najświętszej Maryi Panny w Starczówku
Parafia Wniebowzięcia Najświętszej Maryi Panny w Starczówku – rzymskokatolicka parafia znajdująca się w dekanacie Ziębice archidiecezji wrocławskiej. Erygowana w XIV wieku.
Obsługiwana przez księży archidiecezjalnych. Jej proboszczem od 2020 jest ks. mgr Andrzej Paszyński RM.

## Parafialne księgi metrykalne
| Księgi metrykalne | Okres ewidencji             |
| ----------------- | --------------------------- |
| chrztów           | 1654–1786 od 1908           |
| ślubów            | 1654–1726 1766–1770 od 1908 |
| zgonów            | 1654–1726 od 1908           |